# Чемпионат мира по шорт-треку среди команд 1993
Чемпионат мира по шорт-треку среди команд 1993 года проходил  20 марта в Будапеште (Венгрия).

## Система состязаний
Для участия в чемпионате автоматически квалифицировались первые восемь стран по итогам кубка мира. По 4 конькобежца от каждой страны участвовало в гонках на 500 м и на 1000 м, по 2 конькобежца — в гонке на 3000 м, плюс проходило первенство в эстафете (на 3000 м для женщин, на 5000 м — для мужчин).

## Участники чемпионата

### Мужчины
| Место | Участники        | Очки |
| ----- | ---------------- | ---- |
| 1     | Италия           | 63   |
| 2     | Канада           | 46   |
| 3     | Республика Корея | 37   |
| 4     | Япония           | 36   |
| 5     | Нидерланды       | 21   |
| 6     | Венгрия          | 17   |
| 7     | Великобритания   | 17   |

### Женщины
| Место | Участники        | Очки |
| ----- | ---------------- | ---- |
| 1     | Италия           | 63   |
| 2     | Республика Корея | 49   |
| 3     | Россия           | 36   |
| 4     | Канада           | 33   |
| 5     | США              | 21   |
| 6     | Нидерланды       | 21   |
| 7     | Венгрия          | 14   |

## Призёры чемпионата

### Мужчины
| Дисциплина | Золото                                                                    | Серебро                                                               | Бронза                                                       |
| ---------- | ------------------------------------------------------------------------- | --------------------------------------------------------------------- | ------------------------------------------------------------ |
| Команды    | Орацио Фагоне Мирко Вюллермин Хуго Херрнхоф Диего Каттани Роберто Перетти | Франсуа-Луи Дроле Патрик Лапонтэ Симон Аллард Брайс Холбех Денис Муро | Ли Сын Чхан Парк Сэ Ву Ким Сун Тэ Джон Джэ Мок Чхой Кван Бок |

### Женщины
| Дисциплина | Золото                                                                      | Серебро                                  | Бронза                                                                                     |
| ---------- | --------------------------------------------------------------------------- | ---------------------------------------- | ------------------------------------------------------------------------------------------ |
| Команды    | Мария Роза Кандидо Маринелла Канклини Катя Колтури Мара Урбани Катя Москони | Ан Сан Ми Ким Юн Ми Ким На Юн Хюн Хе Сук | Елена Тиханина Екатерина Михайлова Анастасия Разина Татьяна Нестерова Светлана Голохматова |